# Шморда
Шморда (њем. Schmorda) општина је у њемачкој савезној држави Тирингија. Једно је од 76 општинских средишта округа Зале-Орла. Према процјени из 2010. у општини је живјело 86 становника. Посједује регионалну шифру (AGS) 16075101.

## Географски и демографски подаци
Шморда се налази у савезној држави Тирингија у округу Зале-Орла. Општина се налази на надморској висини од 510 метара. Површина општине износи 4,8 km². У самом мјесту је, према процјени из 2010. године, живјело 86 становника. Просјечна густина становништва износи 18 становника/km².